# Cabanillas (Navarra)
Cabanillas és un municipi a la comarca de Tudela, dins la merindad de Tudela (Navarra). Limita al nord i oest amb els termes de Tudela i les Bardenas Reales, al sud amb Fontellas i Ribaforada i a l'est amb Fustiñana.
| Evolució demogràfica | Evolució demogràfica | Evolució demogràfica | Evolució demogràfica | Evolució demogràfica | Evolució demogràfica | Evolució demogràfica | Evolució demogràfica | Evolució demogràfica | Evolució demogràfica | Evolució demogràfica |
| 1996                 | 1998                 | 1999                 | 2000                 | 2001                 | 2002                 | 2003                 | 2004                 | 2005                 | 2006                 | 2007                 |
| -------------------- | -------------------- | -------------------- | -------------------- | -------------------- | -------------------- | -------------------- | -------------------- | -------------------- | -------------------- | -------------------- |
| 1 464                | 1 465                | 1 461                | 1 503                | 1 518                | 1 570                | 1 616                | 1 608                | 1 586                | 1 488                | 1 495                |

| Període      | Nom de l'alcalde/-essa     | Partit polític | Data de possessió |
| ------------ | -------------------------- | -------------- | ----------------- |
| 1979 - 1983  |                            |                | 19/04/1979        |
| 1983 - 1987  |                            |                | 28/05/1983        |
| 1987 - 1991  |                            |                | 30/06/1987        |
| 1991 - 1995  | Jesús Santos Perez         | PSN-PSOE       | 15/06/1991        |
| 1995 - 1999  | Jesús Santos Perez         | PSN-PSOE       | 17/06/1995        |
| 1999 - 2003  | Jesús Santos Perez         | PSN-PSOE       | 03/07/1999        |
| 2003 - 2007  | Ana María Rodríguez Enériz | PSN-PSOE       | 14/06/2003        |
| 2007 - 2011  | Ana María Rodríguez Enériz | PSN-PSOE       | 16/06/2007        |
| 2011 - 2015  | n/d                        | n/d            | 11/06/2011        |
| 2015 - 2019  | n/d                        | n/d            | 13/06/2015        |
| 2019 - 2023  | n/d                        | n/d            | 15/06/2019        |
| Des del 2023 | n/d                        | n/d            | 17/06/2023        |